# World Heavyweight Championship (od 2023)
World Heavyweight Championship – mistrzostwo świata wagi ciężkiej promowane przez amerykańską federację profesjonalnego wrestlingu World Wrestling Entertainment (WWE) oraz bronione przez zawodników brandu Raw. Mistrzostwo jest jednym z trzech głównych tytułów federacji wraz z Undisputed WWE Universal Championship, który odnosi się do zunifikowanego WWE Championship i WWE Universal Championship, bronionych w brandzie SmackDown i NXT Championship w brandzie NXT.
Mimo tego, że tytuł dzieli nazwę z World Heavyweight Championship, które było bronione w WWE w latach 2002–2013, to nie podziela jego rodowodu i posiada własną chronologię mistrzów.

## Historia
24 kwietnia 2023, podczas emisji cotygodniowego odcinka Raw, dyrektor ds. treści WWE Triple H wprowadził nowe mistrzostwo świata federacji pod postacią World Heavyweight Championship, które miałoby być ekskluzywne dla brandu, do którego nie będzie należał posiadacz WWE Undisputed Universal Championship Roman Reigns, po nadchodzącym drafcie, albowiem Reigns dotychczas był zobowiązany do obrony obu mistrzostw wchodzących w skład niekwestionowanego mistrzostwa świata, czyli zarówno WWE Championship oraz WWE Universal Championship, przeciwko pretendentom z Raw i SmackDown. Reigns stał się członkiem brandu SmackDown w wyniku draftu, dlatego też nowoutworzone World Heavyweight Championship stało się mistrzostwem, o które będą konkurować zawodnicy przynależący do brandu Raw.

### Turniej o miano mistrza inauguracyjnego
Podczas konferencji prasowej gali Backlash, Triple H ogłosił, że mistrz inauguracyjny zostanie wyłoniony w turnieju z udziałem dziesięciu zawodników z Raw oraz SmackDown, którzy w pierwszej rundzie będą mierzyć się ze sobą w czterech Triple Threat matchach (dwie walki w tej stypulacji podczas odcinka Raw oraz kolejne dwie na SmackDown), a ich równolegli zwycięzcy otrzymają walkę jeden na jednego przeciwko sobie w półfinałach. Do finałów ostatecznie awansowali kolejno Seth „Freakin” Rollins, który w półfinałach odniósł zwycięstwo nad Finnem Bálorem, a następnie AJ Styles, który zwyciężył Bobby’ego Lashleya.
|  |                                                           |                                                           |                                                           |  |  |                                                      |                                                      |                                                      |  |  |                                         |                                         |                                         |
|  | Pierwsza runda Raw (8 maja 2023) SmackDown (12 maja 2023) | Pierwsza runda Raw (8 maja 2023) SmackDown (12 maja 2023) | Pierwsza runda Raw (8 maja 2023) SmackDown (12 maja 2023) |  |  | Półfinały Raw (8 maja 2023) SmackDown (12 maja 2023) | Półfinały Raw (8 maja 2023) SmackDown (12 maja 2023) | Półfinały Raw (8 maja 2023) SmackDown (12 maja 2023) |  |  | Finał Night of Champions (27 maja 2023) | Finał Night of Champions (27 maja 2023) | Finał Night of Champions (27 maja 2023) |
|  | Pierwsza runda Raw (8 maja 2023) SmackDown (12 maja 2023) | Pierwsza runda Raw (8 maja 2023) SmackDown (12 maja 2023) | Pierwsza runda Raw (8 maja 2023) SmackDown (12 maja 2023) |  |  | Półfinały Raw (8 maja 2023) SmackDown (12 maja 2023) | Półfinały Raw (8 maja 2023) SmackDown (12 maja 2023) | Półfinały Raw (8 maja 2023) SmackDown (12 maja 2023) |  |  | Finał Night of Champions (27 maja 2023) | Finał Night of Champions (27 maja 2023) | Finał Night of Champions (27 maja 2023) |
|  |                                                           |                                                           |                                                           |  |  |                                                      |                                                      |                                                      |  |  |                                         |                                         |                                         |
|  |                                                           |                                                           |                                                           |  |  |                                                      |                                                      |                                                      |  |  |                                         |                                         |                                         |
|  | Damian Priest                                             | Damian Priest                                             | —                                                         |  |  |                                                      |                                                      |                                                      |  |  |                                         |                                         |                                         |
|  | Damian Priest                                             | Damian Priest                                             | —                                                         |  |  |                                                      |                                                      |                                                      |  |  |                                         |                                         |                                         |
|  | Seth „Freakin” Rollins                                    | Seth „Freakin” Rollins                                    | Pin                                                       |  |  |                                                      |                                                      |                                                      |  |  |                                         |                                         |                                         |
|  | Seth „Freakin” Rollins                                    | Seth „Freakin” Rollins                                    | Pin                                                       |  |  |                                                      |                                                      |                                                      |  |  |                                         |                                         |                                         |
|  | Shinsuke Nakamura                                         | Shinsuke Nakamura                                         | 13:25                                                     |  |  | Seth „Freakin” Rollins                               | Seth „Freakin” Rollins                               | Pin                                                  |  |  |                                         |                                         |                                         |
|  | Shinsuke Nakamura                                         | Shinsuke Nakamura                                         | 13:25                                                     |  |  | Seth „Freakin” Rollins                               | Seth „Freakin” Rollins                               | Pin                                                  |  |  |                                         |                                         |                                         |
|  | Raw                                                       | Raw                                                       | Raw                                                       |  |  | Finn Bálor                                           | Finn Bálor                                           | 13:30                                                |  |  |                                         |                                         |                                         |
|  | Raw                                                       | Raw                                                       | Raw                                                       |  |  | Finn Bálor                                           | Finn Bálor                                           | 13:30                                                |  |  |                                         |                                         |                                         |
|  | Cody Rhodes                                               | Cody Rhodes                                               | —                                                         |  |  |                                                      |                                                      |                                                      |  |  |                                         |                                         |                                         |
|  | Cody Rhodes                                               | Cody Rhodes                                               | —                                                         |  |  |                                                      |                                                      |                                                      |  |  |                                         |                                         |                                         |
|  | Finn Bálor                                                | Finn Bálor                                                | Pin                                                       |  |  |                                                      |                                                      |                                                      |  |  |                                         |                                         |                                         |
|  | Finn Bálor                                                | Finn Bálor                                                | Pin                                                       |  |  |                                                      |                                                      |                                                      |  |  |                                         |                                         |                                         |
|  | The Miz                                                   | The Miz                                                   | 9:30                                                      |  |  | Seth „Freakin” Rollins                               | Seth „Freakin” Rollins                               | Pin                                                  |  |  |                                         |                                         |                                         |
|  | The Miz                                                   | The Miz                                                   | 9:30                                                      |  |  |                                                      | Seth „Freakin” Rollins                               | Pin                                                  |  |  |                                         |                                         |                                         |
|  |                                                           |                                                           |                                                           |  |  | AJ Styles                                            | AJ Styles                                            | 20:40                                                |  |  |                                         |                                         |                                         |
|  |                                                           |                                                           |                                                           |  |  | AJ Styles                                            | AJ Styles                                            | 20:40                                                |  |  |                                         |                                         |                                         |
|  | AJ Styles                                                 | AJ Styles                                                 | Pin                                                       |  |  |                                                      |                                                      |                                                      |  |  |                                         |                                         |                                         |
|  | AJ Styles                                                 | AJ Styles                                                 | Pin                                                       |  |  |                                                      |                                                      |                                                      |  |  |                                         |                                         |                                         |
|  | Edge                                                      | Edge                                                      | 16:15                                                     |  |  |                                                      |                                                      |                                                      |  |  |                                         |                                         |                                         |
|  | Edge                                                      | Edge                                                      | 16:15                                                     |  |  |                                                      |                                                      |                                                      |  |  |                                         |                                         |                                         |
|  | Rey Mysterio                                              | Rey Mysterio                                              | —                                                         |  |  | AJ Styles                                            | AJ Styles                                            | Pin                                                  |  |  |                                         |                                         |                                         |
|  | Rey Mysterio                                              | Rey Mysterio                                              | —                                                         |  |  | AJ Styles                                            | AJ Styles                                            | Pin                                                  |  |  |                                         |                                         |                                         |
|  | SmackDown                                                 | SmackDown                                                 | SmackDown                                                 |  |  | Bobby Lashley                                        | Bobby Lashley                                        | 12:05                                                |  |  |                                         |                                         |                                         |
|  | SmackDown                                                 | SmackDown                                                 | SmackDown                                                 |  |  | Bobby Lashley                                        | Bobby Lashley                                        | 12:05                                                |  |  |                                         |                                         |                                         |
|  | Austin Theory                                             | Austin Theory                                             | 13:10                                                     |  |  |                                                      |                                                      |                                                      |  |  |                                         |                                         |                                         |
|  | Austin Theory                                             | Austin Theory                                             | 13:10                                                     |  |  |                                                      |                                                      |                                                      |  |  |                                         |                                         |                                         |
|  | Bobby Lashley                                             | Bobby Lashley                                             | Pin                                                       |  |  |                                                      |                                                      |                                                      |  |  |                                         |                                         |                                         |
|  | Bobby Lashley                                             | Bobby Lashley                                             | Pin                                                       |  |  |                                                      |                                                      |                                                      |  |  |                                         |                                         |                                         |
|  | Sheamus                                                   | Sheamus                                                   | —                                                         |  |  |                                                      |                                                      |                                                      |  |  |                                         |                                         |                                         |
|  | Sheamus                                                   | Sheamus                                                   | —                                                         |  |  |                                                      |                                                      |                                                      |  |  |                                         |                                         |                                         |

## Wygląd pasa mistrzowskiego
Pas World Heavyweight Championship ma podobny projekt do historycznego Big Gold Belt, który był używany podczas poprzedniego mistrzostwa World Heavyweight Championship (2002–2013), ale z pewnymi znaczącymi różnicami. Projekt pasa jest również hołdem dla poprzednich projektów oryginalnych mistrzostw świata federacji, WWE Championship (1963 – obecnie). Podobnie jak historyczny Big Gold Belt, tytuł ma trzy duże złote blaszki na czarnym skórzanym pasku. Wszystkie trzy tabliczki zawierają tradycyjny filigran, z każdą płytką obrysowaną liną, która przedstawia trzy liny ringu wrestlerskiego. Podobnie jak większość innych pasów mistrzowskich WWE, boczne płytki zawierają zdejmowaną okrągłą sekcję środkową, którą można zastąpić logo panującego mistrza zamiast tabliczki znamionowej, która była na oryginalnym Big Gold Belt; domyślne płyty boczne mają srebrne logo WWE nad kulą ziemską (konfigurowalne płyty boczne zostały wprowadzone wraz z wersją pasa WWE Championship z lat 2013–2014).
Na środku płyty środkowej znajduje się duża kula ziemska z logo WWE. Logo WWE jest srebrne z czarnymi wypełnionymi pustymi przestrzeniami kuli ziemskiej. Sama kula ziemska oznacza, że tytułu broni się na całym świecie. Nad kulą ziemską znajduje się sztandar z napisem „WORLD” w kolorze srebrnym, a pod kulą ziemską transparent z napisem „CHAMPION”, również w kolorze srebrnym. Również na środkowej płycie znajdują się trzy lwy, które reprezentują herb rodziny McMahon (ponieważ WWE zostało założone i było własnością rodziny McMahon do września 2023 roku); po każdej przeciwnej stronie globu znajduje się jeden pełnokrwisty lew skierowany na zewnątrz, podczas gdy trzeci to po prostu głowa lwa na samym dole środkowej płyty (herb rodziny McMahon był wcześniej umieszczony na bocznych płytach pasów WWE Championship od 1998 do 2005). Na górze środkowej płytki, tuż nad banerem „WORLD”, znajduje się korona, ukłon w stronę WWE Championship Bruno Sammartino podczas jego długiego panowania (była też korona na Big Gold Belt). Tuż nad koroną znajduje się orzeł, który jest hołdem dla różnych pasów WWE Championship, które obejmowały orła do 2013 roku, w szczególności projektu pasa mistrzowskiego Winged Eagle (1988–1998). Na trzech płytach znajduje się w sumie 60 diamentów, aby uczcić 60. rocznicę powstania firmy w kwietniu 1963 roku.

## Panowania
Na stan 3 sierpnia 2025, tytuł posiadało 5 zawodników. Pierwszym z nich był Seth "Freakin" Rollins. Najkrótszym panowaniem było panowanie Drew McIntyre’a które trwało 5 minut i 46 sekund, w przeciwieństwie do Rollinsa, który szczyci się rekordem najdłuższego panowania z 316 dniami. Damian Priest to najstarszy mistrz, zdobywając tytuł w wieku 41 lat. Gunther wygrał mistrzostwo w wieku 36 lat, będąc najmłodszym posiadaczem tytułu mistrzowskiego.
Obecnym mistrzem jest Seth Rollins, który jest w swoim drugim panowaniu. Pokonał poprzedniego mistrza CM Punka, wykorzystując swój kontrakt kontrakt Money in the Bank na pierwszej nocy SummerSlam, 2 sierpnia 2025.
| Nr        | Ogólny numer panowania                                                     |
| Panowanie | Liczba panowań konkretnego mistrza                                         |
| Dni       | Liczba dni panowania                                                       |
| Dni roz.  | Dni panowania, które są uznawane przez federację na jej oficjalnej stronie |
| †         | Oznacza, że panowanie nie jest uznawane przez federację                    |
| <1        | Oznacza, że panowanie trwało mniej niż jeden dzień                         |
| +         | Oznacza, że liczba dni w posiadaniu wzrasta z kolejnym dniem               |

| Nr       | Mistrz                 | Zmiana mistrza        | Zmiana mistrza        | Zmiana mistrza           | Statystyki panowania | Statystyki panowania | Statystyki panowania | Notka                                                                    | Odn.   |
| Nr       | Mistrz                 | Data                  | Gala                  | Miejsce                  | Panowanie            | Dni                  | Dni roz.             | Notka                                                                    | Odn.   |
| -------- | ---------------------- | --------------------- | --------------------- | ------------------------ | -------------------- | -------------------- | -------------------- | ------------------------------------------------------------------------ | ------ |
| WWE: Raw |                        |                       |                       |                          |                      |                      |                      |                                                                          |        |
| 1        | Seth "Freakin" Rollins | 27 maja 2023(dts)     | Night of Champions    | Dżudda, Arabia Saudyjska | 1                    | 316                  | 316                  | Pokonał AJ Stylesa w finale turnieju stając się inauguracyjnym mistrzem. | [ 8 ]  |
| 2        | Drew McIntyre          | 7 kwietnia 2024(dts)  | WrestleMania XL Noc 2 | Filadelfia, PA           | 1                    | <1                   | <1                   |                                                                          | [ 11 ] |
| 3        | Damian Priest          | 7 kwietnia 2024(dts)  | WrestleMania XL Noc 2 | Filadelfia, PA           | 1                    | 118                  | 118                  | Priest wykorzystał swój kontrakt Money in the Bank.                      | [ 11 ] |
| 4        | Gunther                | 3 sierpnia 2024(dts)  | SummerSlam            | Cleveland, OH            | 1                    | 259                  | 258                  |                                                                          | [ 12 ] |
| 5        | Jey Uso                | 19 kwietnia 2025(dts) | WrestleMania 41 Noc 1 | Paradise, NV             | 1                    | 51                   | 51                   |                                                                          | [ 13 ] |
| 6        | Gunther                | 9 czerwca 2025(dts)   | Raw                   | Phoenix, AZ              | 2                    | 55+                  | 55+                  |                                                                          | [ 14 ] |
| 7        | CM Punk                | 2 sierpnia 2025(dts)  | SummerSlam Noc 1      | East Rutherford, NJ      | 1                    | <1                   | <1                   |                                                                          | [ 10 ] |
| 8        | Seth Rollins           | 2 sierpnia 2025(dts)  | SummerSlam Noc 1      | East Rutherford, NJ      | 2                    | 1+                   | 1+                   | Rollins wykorzystał swój kontrakt Money in the Bank.                     | [ 10 ] |

### Łączna liczba posiadań
Stan na 3 sierpnia 2025.
| † | Oznacza obecnego mistrza |

| Miejsce | Mistrz         | Liczba panowań | Łączna liczba dni | Łączna liczba dni według WWE |
| ------- | -------------- | -------------- | ----------------- | ---------------------------- |
| 1       | Seth Rollins † | 2              | 317+              | 317+                         |
| 2       | Gunther        | 2              | 313               | 312                          |
| 3       | Damian Priest  | 1              | 118               | 118                          |
| 4       | Jey Uso        | 1              | 51                | 51                           |
| 5       | Drew McIntyre  | 1              | <1                | <1                           |
| 5       | CM Punk        | 1              | <1                | <1                           |